# Amiraldismo
Amiraldismo ou amyraldismo são diversas correntes teológicas baseada no pensamento do teólogo francês Moise Amyraut no século XVII, também chamada de Escola de Saumur. Sua doutrina central é que a expiação de Cristo é universal, de provisão infinita, mas limitada na aplicação para eleitos na conversão.

## Doutrina

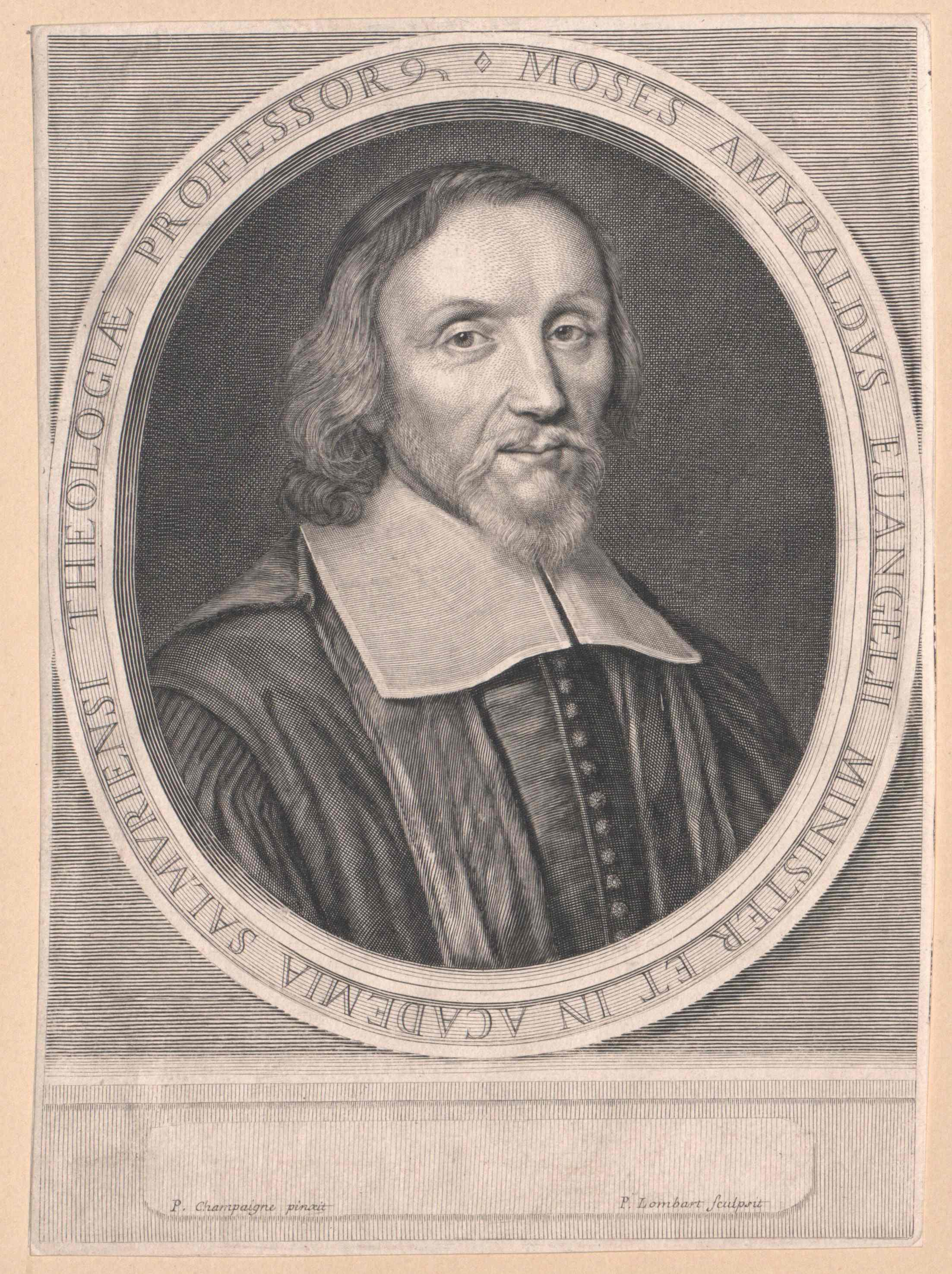
Retrato de Moïse Amyraut

O ponto de partida do amiraldismo é a crença de que Deus decretou a expiação de Cristo, antes de seu decreto de eleição, para todos os seres humanos, se eles crerem. A depravação total se estende a toda a pessoa, mas não destrói a imagem de Deus nos seres humanos caídos no pecado. Com a Graça comum, Deus teria eleito aqueles a quem Ele dará fé em Cristo, visto que ninguém acreditaria por si próprio e, assim constitui uma eleição incondicional. A eleição é incondicional do ponto de vista de Deus, e apenas uma condicionada no ponto de vista humano para quem a recebe por fé. A eficácia da expiação atua naqueles que creram. A graça é irresistível para quem a deseja, mas não força quem não a quer. Todos aqueles que são regenerados irão, pela graça de Deus, perseverar até o fim e ser salvos.

## Terceira posição no debate Calvinismo e Arminianismo
Sendo uma posição soteriológica da vertente Reformada, o amiraldismo é frequentemente comparado com o calvinismo e com o arminianismo. Frequentemente é chamado por detratores que nunca leram Amyraut de "calvinismo de quatro pontos"; no entanto, constitui um equívoco, pois as premissas e terminologias são distintas tanto do calvinismo quanto do arminianismo. No entanto, detratores como B.B. Warfield chamaram-no de "uma forma inconsistente e, portanto, instável de calvinismo". O Amiraldismo se distingue dos reformados aderentes dos sínodos de Dordt e de Westminster por partir de uma exegese bíblica para formular suas doutrinas e não de formulações da escolástica protestante.
O amiraldismo é uma posição agostiniana protestante que aproximava os reformados de língua latina e o luteranismo de língua alemã.

## História doutrinária
Essa doutrina recebeu o nome de seu formulador Moise Amyraut, sob influência do professor James Cameron. Suas bases estão nos escritos de João Calvino sem as interpretações de Teodoro de Beza. Teve alguns adeptos britânicos com algumas variações de conteúdo, mas ganhou maior número de adeptos entre evangélicos da Europa continental durante os avivamentos, especialmente pelo legado de Claude Pajon. 
Dentre os teólogos de língua inglesa influenciados por essa doutrina estão John Bunyan, John Davenant, Richard Baxter, William Penn, Samuel Hopkins, Heinrich Heppe, o batista Andrew Fuller, Jonathan Edwards, Lewis Sperry Chafer e Norman Geisler. 
O mandado de tolerância religiosa decorrente do amiraldismo influenciou a legislação da Pennsilvânia devido à educação que William Penn teve na Escola de Saumur.  Similar doutrina de tolerância amiraldista afetou o pensamento de John Milton.